# Стшижмін
Стшижмін (пол. Strzyżmin) — село в Польщі, у гміні Хжипсько-Велике Мендзиходського повіту Великопольського воєводства.
Населення — 39 осіб (2011).
У 1975-1998 роках село належало до Познанського воєводства.

## Демографія
Демографічна структура станом на 31 березня 2011 року:
|          | Загалом | Допрацездатний вік | Працездатний вік | Постпрацездатний вік |
| -------- | ------- | ------------------ | ---------------- | -------------------- |
| Чоловіки | 16      | 5                  | 9                | 2                    |
| Жінки    | 23      | 5                  | 14               | 4                    |
| Разом    | 39      | 10                 | 23               | 6                    |